# Hibbertia tenuis
Hibbertia tenuis är en tvåhjärtbladig växtart som beskrevs av H.R. Toelken och R.J. Bates. Hibbertia tenuis ingår i släktet Hibbertia och familjen Dilleniaceae. Inga underarter finns listade i Catalogue of Life.